# Извор (Халкидики)
Извор (грч. Στρατονίκη, Стратоники) је насељено место у општини Аристотел у периферији Средишња Македонија, Грчка. Према попису из 2021. године било је 538 становника.
Према бугарском географу и историчару, Василу Канчову, у Извору је 1900. године живело 500 Грка. Становништво Извора је словенског порекла, до половине 19. века говорило се словенски, док су почетком 20. века словенски знали само старији мештани. На попису из 1991. године Извор је имао 896 становника.